# Associação Internacional de Grupos Ciclistas Profissionais
A Associação Internacional de Grupos Ciclistas Profissionais, também conhecida como AIGCP (em francês e oficialmente, Association Internationale des Groupes Cyclistes Professionnels), é um organismo que agrupa a equipas ciclistas profissionais de diversos países representados pelos seus directores. Fazem parte do mesmo a maioria de equipas do máximo nível (UCI ProTour). A sua sede encontra-se em Lannion (França).
O actual presidente é Jonathan Vaughters, director da equipa Garmin-Cervélo.

## Presidentes
- Manolo Saiz (ONZE)
- Patrick Lefevere (Quick Step)
- Éric Boyer (Cofidis)
- Jonathan Vaughters (Garmin-Cervélo)